# Anisaspoides gigantea
Anisaspoides gigantea is een spinnensoort uit de familie Paratropididae. De soort komt voor in Brazilië.